# Vojne odore u OSRH
Vojna odora s pripadajućim vojnim oznakama predstavlja vanjsko obilježje pripadnosti Oružanim snagama Republike Hrvatske, a nose je vojne osobe, umirovljene djelatne vojne osobe, osobe na službi u Vojnom ordinarijatu u Republici Hrvatskoj te djelatne vojne osobe raspoređene na rad izvan Oružanih snaga Republike Hrvatske.

## Vrste vojnih odora
Vojne odore Oružanih snaga Republike Hrvatske su:
- prikrivna,
- službena,
- svečana,
- počasna ceremonijalna,
- posebna odjeća i obuća.

Do 2011. godine vojne odore bile su podijeljene prema granama, namjeni i korisnicima, pa su tako prema granama oružanih snaga postojale odore Hrvatske kopnene vojske, Hrvatske ratne mornarice te Hrvatskoga ratnog zrakoplovstva. Prema namjeni dijelile su se na svakodnevne, službene, svečane, ratne, počasnih postrojbi oružanih snaga,  povijesno-tradicijske, dok su se prema korisnicima dijelile na odore vojnika i mornara, djelatnih časnika, te odore vojnih službenika i vojnih namještenika.

### Prikrivna vojna odora
Prikrivnu vojnu odoru, u pravilu, nose u radno vrijeme sve djelatne vojne osobe u postrojbama do razine brigade. Prikrivnu vojnu odoru nose sve vojne osobe na vojnim vježbama i drugim obučnim događajima, u borbenim i drugim operacijama, za vrijeme povišene borbene spremnosti, u ratnome stanju i u izvršavanju drugih zadaća u zemlji i inozemstvu. Za izvršenje pojedinih zadaća može se dizajnirati posebna prikrivna vojna odora ovisno o zadaći.
Prikrivna vojna odora se izrađuje u jedinstvenoj ljetno-zimskoj inačici za žene i muškarce. Sastavom kompleta prikrivne odore osiguravaju se dijelovi odjeće za nošenje u posebnim vremenskim uvjetima. Prikrivna vojna odora se izrađuje u klasičnom ili digitalnom tisku te u raznim bojama ovisno o grani, namjeni i mjestu korištenja.
- Prikrivna odora HKoV-a za pustinjske operacije
- Prikrivna odora HKoV-a za urbane operacije
- Prikrivna odora HRM (pripadnika Obalne straže)

### Službena vojna odora
Službenu vojnu odoru nose dočasnici i časnici te generali i admirali za vrijeme obavljanja službe, kada ne nose prikrivnu vojnu odoru. Vojnici pripadnici Vojne policije nose je tijekom izvršavanja posebnih zadaća osiguranja te vojnici pripadnici Počasno-zaštitne bojne u prigodi odavanja vojnih počasti.
Službene vojne odore različitih su boja za pojedine grane:
- za Hrvatsku kopnenu vojsku – maslinastosmeđa
- za Hrvatsku ratnu mornaricu – modra
- za Hrvatsko ratno zrakoplovstvo i protuzračnu obranu – plavosiva.

- Odora časnika HRZ
- Odora časnika u HRZ - zimska

### Svečana vojna odora
Svečanu vojnu odoru nose viši časnici te generali i admirali, te dočasnici od razine prvog dočasnika bojne na više. Pripadnici Orkestra Oružanih snaga svečanu vojnu odoru nose kao svečanu vojnu koncertnu odoru. Posebnu svečanu vojnu odoru nose mornari raspoređeni na plovnim objektima HRM-a te pripadnici ostalih postrojbi HRM-a prema zapovjedi zapovjednika HRM-a.
Svečana vojna odora nosi se na svečanim primanjima, tijekom obreda u Oružanim snagama te prema zapovijedi načelnika Glavnoga stožera Oružanih snaga.
Svečane vojne odore za časnike su:
- HKoV i HRZ i PZO – tamnosiva
- HRM – bijela u ljetnom i modra u zimskom razdoblju.

Svečane vojne odore za dočasnike su:
- HKoV – maslinastosmeđa
- HRM – bijela u ljetnom i modra u zimskom razdoblju
- HRZ i PZO – plavosiva.

- Svečana odora HKoV i HRM (zimska)
- Svečana odora generala HRZ
- Svečane odore HRM - ljetne
- Svečane odore pripadnika Hrvatske ratne mornarice

### Počasna ceremonijalna odora
Počasnu ceremonijalnu vojnu odoru nose pripadnici Počasno-zaštitne bojne pri obavljanju počasno-ceremonijalnih radnji sukladno posebnoj zapovijedi.
Počasna ceremonijalna vojna odora vojnika i dočasnika je u crveno-crnoj, a časnika u bijelo-crnoj kombinaciji.
- Počasna ceremonijalna odora

### Posebna odjeća i obuća
Posebna odjeća i obuća namijenjena je vojnim osobama za obavljanje specifičnih zadaća i dijeli se na radno-zaštitnu odjeću i obuću, odjeću u funkciji vojne odore te športsku odjeću i obuću. Funkcija posebne odjeće i obuće je da vojnim osobama pruži odgovarajuću zaštitu i omogući učinkovito obnašanje dodijeljene zadaće u i izvan Republike Hrvatske. Za svaku aktivnost odnosno zadaću nadležni zapovjednik pismenom zapovijeđu određuje vrstu posebne odjeće i obuće, sukladno zadaćama te propisima o zaštiti na radu za određena radna mjesta.
Radno-zaštitnu odjeću i obuću čine:
- zaštitna jakna,
- zaštitna kuta,
- zaštitna bluza,
- zaštitne hlače,
- zaštitna obuća,
- zaštitne rukavice,
- zaštitna kapa,
- zaštitna kaciga.

Odjeću u funkciji vojne odore čine:
- kombinezon
- kapa lađica za pilote i zrakoplovno tehničko osoblje.

Športsku odjeću i obuću čine:
- športska kapa,
- trenirka,
- majica,
- kratke gaće,
- športska kišna jakna,
- športska zimska jakna,
- čarape,
- tenisice,
- športska torba.

- Vojni policajac - motociklist
- Posebna odjeća u HRZ

## Galerija odora OSRH
- Stare svakodnevne odore pripadnika Hrvatske kopnene vojske
- Službene odore pripadnika Hrvatskog ratnog zrakoplovstva
- Svakodnevna odora pripadnika HRM-a

## Poveznice
- Činovi u Oružanim snagama Republike Hrvatske